# Назім Белходжа
Назім Белходжа (1 лютого 1990) — алжирський плавець. Учасник Чемпіонату світу з водних видів спорту 2017, де в попередніх запливах на дистанції 50 метрів батерфляєм посів 55-те місце і не потрапив до півфіналу.